# Fever (mixtape)
Fever é a primeira mixtape comercial da rapper estadunidense Megan Thee Stallion, lançada em 17 de maio de 2019, pela 300 Entertainment e 1501 Certified. Produzida majoritariamente por LilJuMadeDaBeat e escrita pela própria rapper. Contém participações de DaBaby e Juicy J. É amplamente considerado pelos críticos da música como um grande avanço de Megan Thee Stallion.
O álbum recebeu aclamação generalizada dos críticos da música, com muitos elogiando a entrega da rapper e positividade sexual. Além de figurar em diversas listas de final de ano como melhor álbum, Fever também ganhou o prêmio BET de Hip Hop como Melhor Mixtape. Comercialmente, estreou na décima posição na Billboard 200 e foi certificado ouro nos Estados Unidos pela Recording Industry Association of America. Fever também gerou o single de platina dupla da RIAA "Cash Shit ".

## Antecedentes e lançamento
Em abril de 2019, Megan Thee Stallion marcou sua primeira entrada nas paradas da Billboard Hot 100 com o single " Big Ole Freak " do EP Tina Snow (2018), significando sua popularização mainstream.  Com esse público recém-acumulado, a rapper anunciou formalmente o lançamento de Fever ao lado de um trailer postado em suas redes sociais em 8 de maio de 2019,  que apresentou "Hot Girl Meg", um alter ego para a mixtape. O trailer é um trecho do videoclipe de "Realer", no qual Hot Girl Meg dirige em um conversível vermelho com três outras mulheres. A rapper revelou oficialmente a capa do álbum e a tracklist em 14 de maio de 2019.  Em julho de 2019, Megan Thee Stallion provocou o lançamento de Fever: Thee Movie , um projeto cinematográfico dirigido por Hype Williams.  Apesar do anúncio alegar "em breve", o projeto nunca foi lançado.
O primeiro single do Fever , "Sex Talk", havia sido lançado para todos os principais serviços de streaming e plataformas digitais em 22 de março de 2019. O segundo single, "Realer", foi lançado um dia antes da mixtape. Este single foi posteriormente acompanhado por um videoclipe em 21 de maio de 2019.  A música "Cash Shit" com DaBaby foi lançada como o terceiro single e atingiu o pico de número 36 no Billboard Hot 100.  "Cash Shit" também viria a se tornar o primeiro single de platina certificado pela RIAA de Megan Thee Stallion, e seu segundo hit no top 40 na Billboard Hot 100, depois de "Hot Girl Summer".

## Composição e conceito

Posters de filmes blaxploitation serviram de inspirações estéticas para o álbum.

Fever é um disco de hip hop com influências trap. O produtor musical americano LilJuMadeThatBeat é creditado como produtor em seis das quatorz
e faixas incluídas no Fever, enquanto o rapper e produtor musical Juicy J é creditado como produtor em três e como artista em uma. A produção também incorpora fortemente o uso de amostras. Muitas das faixas contém amostras que foram originalmente feitas por ou estão diretamente relacionadas ao grupo de hip hop Three 6 Mafia, do qual Juicy J já foi integrante. Megan Thee Stallion não apenas citou o Three 6 Mafia apenas como uma grande influência para álbum, mas também como artista. Esteticamente, Fever é fortemente influenciado pelo gênero de filme blaxploitation, com a capa do álbum especificamente fazendo comparações com a atriz americana Pam Grier.
A segunda faixa da mixtape "Hood Rat Shit" mostra um noticiário viral do WPBF 25 de 2008 no qual o Latarian Milton de 7 anos é entrevistado depois que ele roubou o Dodge Durango de sua mãe. Na faixa, Megan Thee Stallion também faz referências liricamente a South Park e Wakanda por meio de nomes. A terceira faixa de Fever, "Pimpin", é uma das três produzidas por Juicy J e mostra a música de 1996 "Azz Out" do produtor musical americano DJ Zink & Tha 2 Thick Family com os rappers 8Ball & MJG e Kilo-G. A quarta faixa, "Cash Shit", com DaBaby, foi aclamada pela crítica ao aparecer en várias listas de melhores do ano, e, posteriormente, chegou ao topo das paradas de rádios urbanas dos EUA, e apresentou como o abridor no rádio fictício iFruit do jogo Grand Theft Auto V. A quinta faixa, "W.A.B", mostra a música "Weak Azz Bitch" de Three 6 Mafia com LA Chat, daí sua sigla titular.Juicy J é creditado por sua produção e participação vocal na faixa "Simon Says", que contém sample da música de 1972 "Me and Mrs. Jones" de Billy Paul, bem como a música de 1992 "Looking For Tha Chewin'" do DJ Paul apresentando Kilo-G, DJ Zirk, Kingpin Skinny Pimp e 8Ball & MJG. Com o verso "No, I'm not that nigga that be hugged up with your butt", Megan Thee Stallion também interpola a música "No I'm Not Dat Nigga" de Three 6 Mafia com Juicy J. "Dance", a décima faixa de Fever, interpola liricamente e melodicamente a música de 2012 "Bandz A Make Her Dance" de Juicy J.[22] A décima segunda faixa da mixtape, "Sex Talk", contém sample de "Pow" de Soulja Boy, enquanto Megan Thee Stallion também faz referência liricamente ao seu single "Big Ole Freak". , contendo sample da música "Sippin' on Some Syrup" do Three 6 Mafia com o Project Pat e UGK. "Runnin Up Freestyle" fecha a mixtape.

## Recepção da crítica

### Críticas profissionais
| Críticas profissionais | Críticas profissionais |
| Pontuações agregadas   | Pontuações agregadas   |
| Fonte                  | Avaliação              |
| ---------------------- | ---------------------- |
| AnyDecentMusic?        | 81/10                  |
| Avaliações da crítica  |                        |
| Fonte                  | Avaliação              |
| AllMusic               | [ 23 ]                 |
| Austin Chronicle       | [ 24 ]                 |
| Exclaim!'              | 8.0/10                 |
| Highsnobiety           | [ 26 ]                 |
| HipHopDX               | 4.0/5                  |
| The Needle Drop        | 7.0/10                 |
| Pitchfork              | 8.0/10                 |
| Tiny Mix Tapes         | [ 30 ]                 |
| "The Wire              | [ 31 ]                 |

Fever foi recebido com aclamação quase por total dos críticos. No Metacritic , a mixtape recebeu uma pontuação de 81 em 100 baseada em nove resenhas, indicando "aclamação universal". 
Fred Thomas, do AllMusic, afirmou que "com níveis quase inigualáveis de confiança, lirismo destemidamente ousado e batidas implacáveis e habilmente elaboradas, Fever estabelece Megan Thee Stallion como uma figura do rap sulista".Taylor Crumpton do Pitchfork observou que a estréia da rapper é "mergulhada em sexo, cafetões e poder; soando como um clássico rap de Houston".  Jon Caramanica do New York Times considerou a ascensão de Megan à proeminência com estilos livres e escreveu que "Fever é mais coeso, polido e poderoso do que seus lançamentos anteriores. A produção - especialmente as músicas de LilJuMadeDatBeat - é sinistra, uma base que é robusta e não distrai."

### Reconhecimento
Fever ocupou diversas listas de final de ano publicada por vários críticos como uns dos melhores álbuns do ano. Foi classificado número um pela 
revista americana Paper, enquanto o seu single  "Cash Shit", também foi classificada como número um na lista de fim de ano de 2019 como canções de verão. "Cash Shit" também está presenta em inúmeras listas de fim de ano, como publicações na Noisey (N° 1), Vulture (N° 9), The New York Times (N°  10), Rolling Stone (N° 27) Billboard entre outros.
| Publicaçaõ             | Lista                                    | Posição | Ref.   |
| ---------------------- | ---------------------------------------- | ------- | ------ |
| AllMusic               | AllMusic O Melhor de 2019                | —       | [ 38 ] |
| Billboard              | Os 50 Melhores Álbuns de 2019            | 23      | [ 39 ] |
| BrooklynVegan          | Top 50 álbuns de 2019                    | 29      | [ 40 ] |
| Complex                | Os Melhores Álbuns de 2019               | 24      | [ 41 ] |
| Exclaim!               | Os 10 melhores álbuns de hip-hop de 2019 | 9       | [ 42 ] |
| Fact                   | Os Melhores Álbuns de 2019               | —       | [ 43 ] |
| The Fader              | Os Melhores Álbuns de 2019               | —       | [ 44 ] |
| Fresh Air (Ken Tucker) | Top 10 álbuns de 2019                    | 5       | [ 45 ] |
| Gothamist              | Os Melhores Álbuns de 2019               | 12      | [ 46 ] |
| HipHopDX               | Os melhores álbuns de hip-hop de 2019    | 11      | [ 47 ] |
| Noisey                 | Os 100 melhores álbuns de 2019           | 49      | [ 48 ] |
| Paper                  | Os 20 Melhores Álbuns de 2019            | 1       | [ 49 ] |
| Paste                  | Os 50 Melhores Álbuns de 2019            | 46      | [ 50 ] |
| The Ringer             | Os Melhores Álbuns de 2019               | 2       | [ 51 ] |
| Rolling Stone          | Os 50 Melhores Álbuns de 2019            | 31      | [ 52 ] |
| Rolling Stone          | Os 20 melhores álbuns de hip-hop de 2019 | 7       | [ 53 ] |
| Stereogum              | Os 10 melhores álbuns de rap de 2019     | 8       | [ 54 ] |
| Thrillist              | Melhores Álbuns de 2019                  | 10      | [ 55 ] |
| Uproxx                 | Os Melhores Álbuns de 2019               | 16      | [ 56 ] |

## Faixas
| Fever – Edição Padrão |                                      |                     |                                 |         |  |
| N.º                   | Título                               | Compositor(es)      | Produtor(es)                    | Duração |  |
| 1.                    | "Realer"                             |                     | LilJuMadeDaBeat                 | 2:29    |  |
| 2.                    | "Hood Rat Shit"                      |                     | KC Supreme Koncept P            | 3:01    |  |
| 3.                    | "Pimpin"                             |                     | Juicy J Keenan Webb Crazy Mike  | 3:23    |  |
| 4.                    | "Cash Shit" (com part. de DaBaby)    | Pete Jonathan Kirk  | LilJuMadeDaBeat                 | 3:12    |  |
| 5.                    | "W.A.B (Weak Ass Bitch)"             |                     | Project Pat Supah Mario         | 2:57    |  |
| 6.                    | "Best You Ever Had"                  |                     | DJ Chose                        | 2:39    |  |
| 7.                    | "Simon Says"" (com part. de Juicy J) | Pete Jordan Houston | Juicy J Keenan Webb Crazy Mike  | 3:20    |  |
| 8.                    | "Shake That"                         |                     | LilJuMadeDaBeat                 | 2:52    |  |
| 9.                    | "Money Good"                         |                     | DJ Chose                        | 3:17    |  |
| 10.                   | "Dance"                              |                     | Juicy J Crazy Mike              | 2:56    |  |
| 11.                   | "Ratchet"                            |                     | LilJuMadeDaBeat Prolivik Beeats | 2:14    |  |
| 12.                   | "Sex Talk"                           |                     | DJ WillAye                      | 2:11    |  |
| 13.                   | "Big Drank"                          |                     | LilJuMadeDaBeat                 | 3:27    |  |
| 14.                   | "Running Up Freestyle"               |                     | LilJuMadeDaBeat                 | 2:04    |  |
| Duração total:        | Duração total:                       | Duração total:      | Duração total:                  | 40:09   |  |

## Desempenho Gráfico

##### Gráficos semanais
| Tabelas Musicais                                    | Melhor posição |
| --------------------------------------------------- | -------------- |
| Estados Unidos - Billboard 200                      | 10             |
| Estados Unidos - Top R&B/Hip-Hop Albums (Billboard) | 6              |

## Certificações
| País           | Certificação | Vendas  |
| -------------- | ------------ | ------- |
| Estados Unidos | Ouro         | 500,000 |